# Lily, Rosemary and the Jack of Hearts
Pistes de Blood on the Tracks
Meet Me in the Morning If You See Her, Say Hello
Lily, Rosemary and the Jack of Hearts est une chanson de Bob Dylan présente sur l'album Blood on the Tracks, sorti le 17 janvier 1975. Elle ne fut jamais jouée en live avant sa sortie en album en 1975. Deux scénarios ont été tirés de cette histoire : le premier écrit par John Kaye à la demande de Dylan ; le deuxième écrit par James Byron. Aucun de ces scénarios n'a débouché sur un film.

## Personnages principaux
Connue pour la complexité de son intrigue, cette chanson met en scène de nombreux personnages. Le rôle de chacun d'entre eux a fait l'objet de nombreux débats parmi la communauté des fans de Dylan.
- Le personnage principal de la chanson est bien sûr le "Jack of Hearts" (Le Valet de Cœur), arrivé récemment en ville et leader d'une bande de braqueurs de banque ("The boys finally made it through the wall and cleaned out the bank safe... but they couldn't go no further without the Jack of Hearts" : Les gars parvinrent à percer le mur et vidèrent le coffre de la banque...mais ils ne purent aller plus loin sans le Valet de Cœur)
- Les deux personnages féminins centraux sont Lily et Rosemary. Leur relation, bien que non clairement définie, apparaît comme une relation spéciale, comme le prouvent les multiples références à la royauté ("like a queen without a crown" : comme une reine sans couronne et "Lily was a princess" : Lily était une princesse). Une interprétation possible explique ce lien comme une relation mère/fille.
- Big Jim est l'homme le plus riche de la ville : "he owned the town's only diamond mine" : il possède l'unique mine de diamans de la ville. Il est aussi au centre de la relation entre Rosemary et Lily ("Rosemary was... tired of playin' the role of Big Jim's wife" : Rosemary en avait assez de jouer le rôle de la femme de Big Jim et "It was known all around that Lily had Jim's ring" : Tout le monde savait que Lily portait la bague de Jim).

## Modifications, interprétations et explications
Il existe une strophe supplémentaire que l'on peut voir sur le site officiel de Bob Dylan, et qui n'est pas dans la version album de la chanson (juste après la strophe se terminant par "backstage manager") :

« Lily's arms were locked around the man that she dearly loved to touch,

She forgot all about the man she couldn't stand who hounded her so much.

"I've missed you so," she said to him, and he felt she was sincere,

But just beyond the door he felt jealousy and fear.

Just another night in the life of the Jack of Hearts. »

Cette strophe supplémentaire se retrouve sur la version bootleg de Blood On The Tapes. Cette version est plus lente et plus sombre, voire lugubre, plus en accord avec l'ambiance des enregistrements réalisés à New York. La version apparaissant sur l'album Blood on the Tracks a été enregistrée après, à Minneapolis, et reflète les tentatives de Dylan, sur les conseils de son frère, de réaliser un album moins difficile d'approche, moins complexe. Le même contraste se retrouve entre les versions enregistrées à New York (Bootleg Series) et Minneapolis (album) de Tangled Up in Blue et Idiot Wind.
Cette strophe supplémentaire est reprise par Joan Baez sur son album live, From Every Stage, dans une version légèrement modifiée.

« Lily had her arms around the man the man that she dearly loved to touch,

She forgot all about the man she hated who hounded her so much.

"I've missed you so," she said to him, and he felt she was sincere,

But in the hallway he felt jealousy and fear.

Just another night in the life of the Jack of Hearts. »

### L'histoire
Il existe un grand nombre d'interprétations possibles de cette histoire, et jusqu'à maintenant, personne ne sait vraiment laquelle privilégier, Dylan ne s'étant pas prononcé sur le sujet.
- Selon Tim Riley de la National Public Radio, "'Lily, Rosemary and the Jack of Hearts' est une allégorie complexe et insaisissable de l'hypocrysie amoureuse qui cache des intentions criminelles, et la manière dont les actions d'un seul personnage peut entraîner les reproches de personnes qu'il ne connait même pas."
- Pour d'autres, même si le texte tourne autour de l'hypocrysie amoureuse qui cache des intentions criminelles ("In the darkness by the riverbed they waited on the ground. For one more member who had business back in town. For they couldn't go no further without the Jack of Hearts." : Dans le noir, près de la rivière ils attendent par terre. Car un des leurs a encore une affaire à régler en ville. Car ils ne peuvent aller plus loin sans le Valet de Cœur.), c'est plutôt entre les lignes d'autres textes de Dylan qu'il faut chercher une explication, dans les chansons Tangled Up in Blue et Isis par exemple. Comme dans ces textes, les deux personnages principaux Lily et le Jack of Hearts, apparaissent et disparaissent de la vie de l'un et de l'autre ("...I'm glad to see you're still alive you're looking like a saint." : Je suis ravi de voir que tu es encore en vie, tu ressembles à un saint.) et ont un lourd passé en commun. (..."'I know I've seen that face somewhere' Big Jim was thinking to himself, 'Maybe down in Mexico or a picture up on somebody's shelf.' : Je sais que j'ai déjà vu cette tête quelque part, se disait Big Jim, peut-être au Mexique ou sur une photo posée sur l'étagère de quelqu'un.")

### Thèmes abordés
- La chanson est truffée de références aux jeux de cartes : "Lily had two queens", "like a queen without a crown" (un Joker, une carte permettant de remporter n'importe quel pli), "owned the town's only diamond mine" (tricher en utilisant un deck particulier de cartes), "nothing would ever come between Lily and the King", et bien sûr le fameux "Jack of Hearts".
- La chanson se termine sur l'évocation par Lily de personnes inconnues jusqu'alors, tissant de nouveaux liens entre les personnages évoqués auparavant :

« She was thinking about her father, who she very rarely saw,

Thinking about Rosemary, and thinking about the law,

But most of all she was thinking about the Jack of Hearts. »

Elle pensait à son père, qu'elle n'a vu que rarement,
Elle pensait à Rosemary, et elle pensait à la loi,
Mais plus que tout, elle pensait au Jack of Hearts
Le même style de fin a été utilisé des années plus tard dans la chanson "Tweeter and the Monkey Man" du groupe The Traveling Wilburys - un groupe dans lequel jouait et chantait Dylan - écrite par Dylan et Tom Petty :

« Sometimes I think of Tweeter, sometimes I think of Jan,

Sometimes I don't think about nothing but the Monkey Man. »

Parfois je pense à Tweeter, parfois je pense à Jan,
Et parfois je ne pense à rien d'autre qu'au Monkey Man
- Coïncidence : l'histoire est conditionnée par une série d'événements qui découlent les uns des autres, renforçant l'impression de coïncidence et de destin tragique, symbolisés par le jeu de cartes.
- Identité/Duplicité : L'action se déroule dans un cabaret, et le thème récurrent des identités multiples ("there was no actor anywhere better than the Jack of Hearts" : il n'y avait pas de meilleur acteur que le Jack of Hearts) rappelle la symbolique du jeu de cartes, au sein duquel bluffer et jouer la comédie sont essentiels pour qui veut l'emporter. "As the leading actor hurried by in the costume of a monk" (Comme l'acteur principal courant dans son costume de moine) peut être interprété comme la manière rusée grâce à laquelle le "Jack of Hearts" quitte les lieux du crime, ainsi déguisé. Au-delà de cette toile de fond, on peut voir les personnages principaux se débattre entre leurs deux identités, sociale et personnelle ("tired of playing the role of Big Jim's wife").
- La justice : Comme d'autres œuvres de Dylan, cette chanson peut être interprétée comme une attaque contre la justice traditionnelle ("he went to get the Hanging Judge but the Hanging Judge was drunk" : il voulait parler au juge mais le juge était saoul). Plus loin dans la chanson, le même juge - connu pour sa sévérité et sa propension à pendre les criminels - est sobre durant la condamnation et la pendaison de Rosemary, ironie du sort quand on sait qu'il a été incapable d'éviter les événements précédents (l'assassinat de Big Jim, le vol de la banque), malgré les inquiétudes du manager du cabaret et le forage incessant du mur de la banque. Le cerveau de l'opération (le Jack of Hearts) a pris la fuite et est introuvable, alors que Rosemary est condamnée à mort pour un acte (avoir tué Big Jim) qui apparaît somme toute comme moralement ambigu, voire pouvant se justifier. Il est également possible que Rosemary n'ait pas tué Big Jim ; Lily et le Jack of Heart sont également des suspects.

## Reprises
- Joan Baez interpréta "Lily, Rosemary and the Jack of Hearts" sur son album live From Every Stage, en 1976.
- Le groupe Mary Lee's Corvette repris également cette chanson dans leur album Blood on the Tracks, hommage à Bob Dylan.
- Le chanteur/parolier américain Tom Russell repris cette chanson avec Eliza Gilkyson et Joe Ely sur son album Indians Cowboys Horses and Dogs en 2004.
- Le chanteur/parolier suédois Ola Magnell enregistra une version traduite en suédois sur son album "Nya Perspektiv", paru en 1975. La chanson s'intitulait alors "På snespår".
- Francis Cabrel adapte en 2017 la chanson en français sous le titre Lily, Rosemary et le Valet de Coeur sur son best-of L'Essentiel 1977-2017.